# Vicepresidente electo de los Estados Unidos
El vicepresidente electo de los Estados Unidos es el candidato que ha ganado la elección para el cargo de vicepresidente de los Estados Unidos en una elección presidencial en los Estados Unidos, pero está esperando la investidura para asumir el cargo formalmente.
No hay ninguna indicación explícita en la Constitución de los Estados Unidos sobre cuándo esa persona se convierte realmente en vicepresidente electo, sin embargo la Vigésima Enmienda adopta el término "Vicepresidente electo", dándole así una justificación constitucional al término.
Los vicepresidentes en ejercicio que han ganado la reelección para un segundo mandato generalmente no son denominados vicepresidentes electos, puesto que ya están en el cargo y no están esperando convertirse en vicepresidentes. 
El último vicepresidente electo hasta la fecha fue J.D. Vance quien finalmente asumió el cargo el 20 de enero de 2025.

## Elecciones de vicepresidentes electos
En muchos casos, pero no en todos, en los que se ha elegido a un nuevo vicepresidente, también se ha producido un cambio de presidentes, y se ha elegido a un nuevo presidente. Sin embargo, este no siempre ha sido el caso. Ha habido casos en los que un presidente en ejercicio ha sido reelegido con un nuevo vicepresidente electo como compañero de fórmula. 
Esto se ha debido a menudo a que un vicepresidente en ejercicio no ha recibido una nueva nominación. La última vez que esto ocurrió fue en 1944, cuando Harry S. Truman fue elegido para sustituir a Henry A. Wallace junto al enfermo presidente Franklin D. Roosevelt, que llevaba tres mandatos. Sin embargo, en otros casos, esto se ha debido a que la vicepresidencia había estado vacante, ya que no había forma de cubrir una vacante de vicepresidente a mitad de mandato hasta la ratificación de la Vigésima Quinta Enmienda a la Constitución de los Estados Unidos. 
La última vez que se eligió a un nuevo vicepresidente junto con un presidente en ejercicio fue en 1964, cuando Hubert Humphrey fue elegido junto con Lyndon B. Johnson, cuando la vicepresidencia estaba vacante debido a la ascensión de Johnson tras el asesinato del presidente John F. Kennedy. Desde entonces, todas las elecciones de nuevos vicepresidentes se han realizado junto con la elección de un nuevo presidente. Ningún presidente en ejercicio ha buscado la reelección o la elección para un mandato completo con un compañero de fórmula diferente a su vicepresidente en ejercicio desde que Gerald Ford lo hizo sin éxito en 1976.

## Procedimiento de sustitución
Si el vicepresidente electo muere o dimite antes de la reunión del Colegio Electoral en diciembre, el comité nacional del partido ganador, en consulta con el presidente electo, elegiría un sustituto para recibir los votos electorales del candidato a vicepresidente de la misma manera que sucedería si el candidato anterior a vicepresidente se hubiera convertido en presidente electo debido a la muerte del aparente ganador. 
Suponiendo que el número requerido de electores acordara votar por el candidato sustituto, esa persona se convertiría en vicepresidente electo. Si se produjera una vacante de ese tipo después de que se hubieran emitido los votos electorales en los estados, la mayoría de las autoridades sostienen que no se elegiría un sustituto y que el nuevo presidente (después de asumir el cargo) nominaría a un vicepresidente, de conformidad con las disposiciones de la Vigésima Quinta Enmienda de la Constitución de los Estados Unidos.

## Vicepresidente electo
Antes de la ratificación de la 25.ª Enmienda en 1967, la Constitución no contenía ninguna disposición para cubrir una vacante en la vicepresidencia durante un mandato. Como resultado, cuando se producía una, el cargo quedaba vacante hasta que se cubriera mediante la siguiente elección y toma de posesión. 
Desde 1967, la vicepresidencia ha estado vacante dos veces, y cada vez se nominaba a un sucesor para cubrir la vacante de acuerdo con la 25.ª Enmienda. La primera instancia fue en 1973, cuando Gerald Ford fue nominado por el presidente Richard Nixon para suceder a Spiro Agnew, quien había renunciado. La segunda se produjo en 1974, cuando Ford, que había llegado a la presidencia tras la renuncia de Nixon, nominó a Nelson Rockefeller para sucederlo. Durante ambas vacantes, el candidato era llamado vicepresidente designado, en lugar de vicepresidente electo, ya que ninguno había sido elegido para el cargo.